# Заједница Мадрид
Заједница Мадрид (шп. Comunidad de Madrid) је шпанска аутономна заједница, смештена у средишту Иберијског полуострва на висоравни Мезета, и граничи се Кастиљом-Ла Манчом и Кастиљом и Леоном. Главни град је Мадрид, који је такође и главни град Шпаније, као и истоимене покрајине која се поклапа с границама аутономне заједнице ( једнопокрајинална аутономна заједница).

## Етимологија
За време муслиманске окупације данашњег подручја Покрајине Мадрид, Маври су дали име Мајрит (арап. المجريط) месту од кога је касније настао Мадрид. Арапска реч се постепено мењала кроз средњи век док није добила коначан облик, Мадрид.

## Историја
Подручје данашње Заједница Мадрид није био регион од важности у доба Римског царства. После Реконкисте, подручје је прикључено Краљевини Кастиља, а у 16. веку, у време краља Филипа II град Мадрид постаје главни град монархије, чиме почиње развој овог подручја.
Касније, покрајина Мадрид постаје део историјског региона Нова Кастиља.
У транзицији ка демократији после Франкове смрти, покрајина Мадрид се издваја из Нове Кастиље и постаје једнопокрајинална аутономна заједница.

## Становништво
| 1970.     | 1981.     | 1991.     | 2001.     | 2011.     |
| --------- | --------- | --------- | --------- | --------- |
| 3.792.561 | 4.687.083 | 4.947.555 | 5.423.384 | 6.421.874 |